# Susanne Thorson
Susanne Thorson, es una actriz sueca.

## Carrera
En el 2014 se unió al elenco de la puesta de teatro Kom igen, Charlie donde interpretó a la glamurosa Catherine Simms, la esposa del pastor David Marschall Lee (Erik Johansson), un hombre dedicado a Catherine pero que en secreto también pertenece al Ku Klux Klan.
En el 2015 se unió al elenco de la serie sueca Gåsmamman donde interpretó a Magdalena Nordin.

## Filmografía

### Series de televisión
| Año             | Título                     | Personaje          | Notas                                |
| --------------- | -------------------------- | ------------------ | ------------------------------------ |
| 2015 - presente | Jordskott                  | Gerda Gunnarsson   | 10 episodios                         |
| 2015            | Gåsmamman                  | Magdalena Nordin   | 8 episodios                          |
| 2013            | Maria Wern                 | Sara               | episodio "Drömmen förde dig vilse"   |
| 2013            | Inkognito                  | Nadja Dolk         | 3 episodios - miniserie              |
| 2010            | Der Kommissar und das Meer | Nicole Lund        | episodio "Der Tod kam am Nachmittag" |
| 2009            | Playa del Sol              | Joven Mujer        | episodio "Hundarna på hotellet"      |
| 2009            | Oskyldigt dömd             | Linda Svensson     | episodio "Alba Femina"               |
| 2007            | Beck                       | Joven en la Fiesta | episodio "Den svaga länken"          |

### Películas
| Año  | Título                      | Personaje     | Notas                                                                                                 |
| ---- | --------------------------- | ------------- | --- |
| 2013 | Tragedi på en lantkyrkogård | Ama de Casa   | junto a Tuva Novotny, Linus Wahlgren, Ola Rapace, Reuben Sallmander, Katia Winter y Anastasios Soulis |
| 2012 | Once Upon A Time in Phuket  | Anja, editora | Junto a Peter Magnusson, Jenny Skavlan, David Hellenius                                               |

### Teatro
| Año  | Obra              | Personaje       | Director    | Teatro        | Notas                                                                                      |
| ---- | ----------------- | --------------- | ----------- | ------------- | ------------------------------------------------------------------------------------------ |
| 2014 | Kom igen, Charlie | Catherine Simms | Peter Dalle | Oscarsteatern | junto a Claes Månsson, Robert Gustafsson, Suzanne Reuter, Erik Johansson y Martin Eliasson |